# Gary Speed
Gary Speed (ur. 8 września 1969 w Mancot, zm. 27 listopada 2011 w Chester) – walijski piłkarz, trener piłkarski.

## Kariera
Speed zaczynał karierę w Leeds United w sezonie 1988–1989. Grał tam do roku 1996. W tym czasie zdążył rozegrać 248 meczów i strzelić 39 goli. Na następne 2 lata zakotwiczył w Evertonie, który zapłacił za Walijczyka 5,5 mln funtów. W tym czasie zagrał dla drużyny z Liverpoolu 58 meczów i zdobył 15 goli. Od kolejnego sezonu piłkarz występował już w barwach Newcastle United. Tak jak i w poprzednich klubach, Speed miał pewne miejsce w składzie i był podporą całej drużyny. W popularnych Srokach grał do 2004 roku. W ciągu 6 lat grania dla Newcastle wystąpił w 213 meczach strzelając 29 bramek. Następnym zespołem w długiej karierze Gary’ego był Bolton Wanderers. Prawdopodobnie, przy okazji transferu do Boltonu, Walijczyk stał się najdroższym piłkarzem w wieku 35 lat – jego ówczesny klub wydał na niego aż 750 tys. £. W barwach Boltonu wystąpił 121 razy i zdobył 14 goli. 1 stycznia 2008 roku podpisał kontrakt z Sheffield United. Karierę sportową zakończył po sezonie 2009/2010.
W reprezentacji Walii w latach 1990–2004 wystąpił w 84 meczach strzelając przy tym 7 bramek. Grę w kadrze narodowej zakończył po przegranym 2:3 meczu z Polską w ramach eliminacji do Mistrzostw Świata w Niemczech.
Do 14 lutego 2009 roku był rekordzistą pod względem liczby występów w Premier League, których ma na koncie 535. Obecnie rekord ten należy do Ryana Giggsa.
W grudniu 2010 roku został mianowany trenerem reprezentacji Walii.
27 listopada 2011 został znaleziony martwy w swoim domu w hrabstwie Cheshire. Popełnił samobójstwo.

## Życie prywatne
W 1996 wziął ślub ze swoją narzeczoną, Louise. Miał z nią dwóch synów – Tommy′ego i Edwarda, który w marcu 2012 został powołany do reprezentacji do lat 16.